# 費爾特德

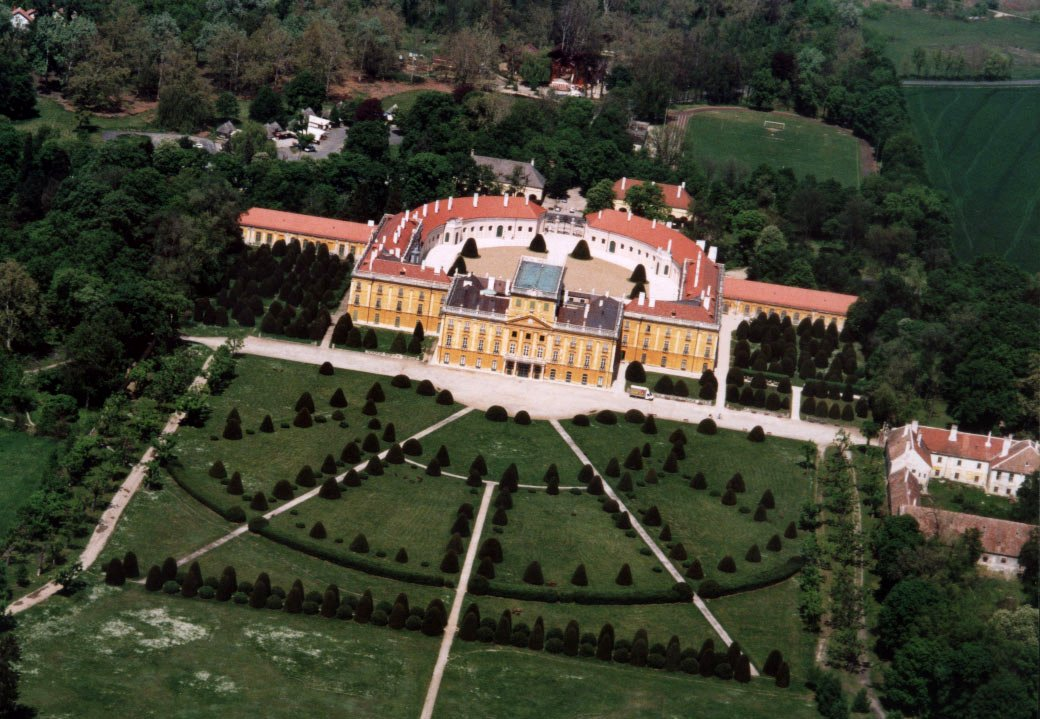

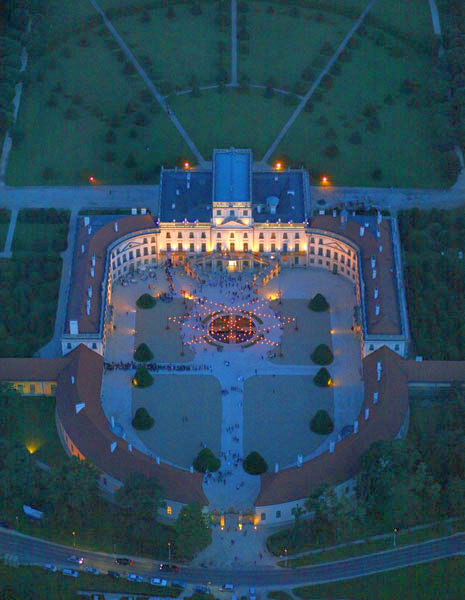

費爾特德是匈牙利的城鎮，位於該國西北部，距離與奧地利接壤的邊境，由傑爾-莫雄-肖普朗州負責管轄，面積48.56平方公里，2011年人口3,417，其中約九成居民信奉天主教。

## 外部連結
- Street map （页面存档备份，存于） （匈牙利文）
- Aerial photographs （页面存档备份，存于）